# Martorii lui Iehova
Martorii lui Iehova sunt o confesiune creștină milenialistă (chiliastică) restauraționistă cu credințe netrinitare distincte față de majoritatea celorlalte secte creștine. Ei se consideră o organizație religioasă creștină, non-trinitariană, înființată la sfârșitul secolului al XIX-lea. Potrivit site-ului oficial al Martorilor lui Iehova organizația numără, la nivel mondial, 8.699.048 de membri, alte peste 20 de milioane  luând parte, anual, la întrunirile congregației, și aproape 250 de țări și teritorii în care își desfășoară activitatea. În România numărul membrilor organizației, în 2023, a fost de 39.444 de persoane.
Martorii lui Iehova sunt îndrumați de Corpul de Guvernare, un grup de bărbați aflați în Warwick, New York. Ei cred că distrugerea lumii este iminentă și că actualul sistem de lucruri va fi înlocuit de Regatul lui Dumnezeu, singura soluție la problemele cu care se confruntă omenirea. Martorii sunt cunoscuți pentru lucrarea (numită „lucrarea de predicare și predare”) lor de distribuire de literatură, spre exemplu revistele Turnul de Veghe și Treziți-vă sau alte publicații și broșuri precum Care este cheia fericirii în viața de familie?, și pentru refuzul serviciului militar și al transfuziilor de sânge. Ei consideră numele Iehova esențial în închinare, resping Trinitatea, nemurirea sufletului și iadul, considerându-le nescripturale. Martorii nu celebrează Crăciunul, Paștele, zilele de naștere sau alte sărbători și obiceiuri, pe care le consideră că au origini păgâne. Aderenții religiei consideră doctrina lor ca fiind „adevărul” și percep societatea seculară ca fiind coruptă moral și sub influența lui Satan. Ei preferă să folosească propria traducere a Bibliei, numită Sfintele Scripturi – Traducerea lumii noi, care se diferențiază de alte versiuni ale Bibliei prin faptul că folosesc numele lui Dumnezeu, Iehova, și prin expunerea ideilor prezentate în Scripturi într-un mod considerat mai precis și clar, cu mai multă exactitate, pentru ca mesajul Bibliei în viziunea lor să poată fi mai ușor de înțeles.
Martorii aplică măsuri disciplinare membrilor care nu respectă principiile consemnate in Biblie, între ele fiind inclusă și „excluderea” , care presupune ruperea totală a legăturilor sociale cu persoana în cauză. Persoanele botezate în religie, care decid să o părăsească, beneficiază de același tratament ca persoanele „excluse”. Dar dacă le pare rău pentru fapta comisă și se căiesc sunt primite cu brațele deschise în mod iubitor  .

## Istorie

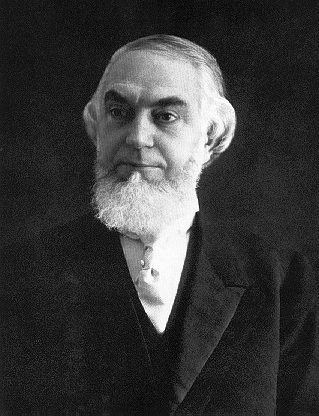
Charles Taze Russell

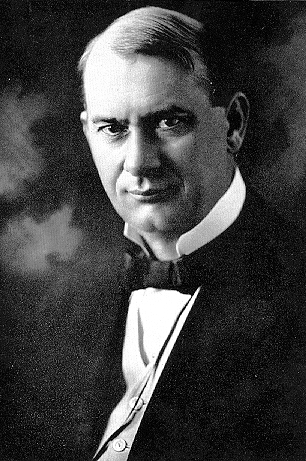
Joseph Franklin Rutherford

Martorii lui Iehova își au originile în mișcarea Studenților în Biblie care a început în anii 1870, odată cu formarea unui grup de studiu al Bibliei la Allegheny, Pittsburgh de către Charles Taze Russell. Acesta a început din 1879 publicarea revistei Turnul de Veghere al Sionului și Mesagerul prezenței lui Hristos cunoscută în prezent sub numele de Turnul de veghe. Russell preia de la colaboratorul său N.H. Barbour credința conform căreia Iisus Hristos urma să se întoarcă invizibil pe pământ în anul 1874, eveniment care nu a avut loc. Profețește din nou că în anul 1914 lumea va fi distrusă și se va inaugura „Mileniul”, domnia de 1000 de ani a lui Iisus Hristos pe pământ. În 1916 Russell moare și grupul se separă în mai multe mișcări rivale, dintre care una din ele, condusă de Joseph Franklin Rutherford, păstrează controlul asupra revistei Turnul de Veghe și a entității legale, Watch Tower Bible and Tract Society of Pennsylvania. Rutherford schimbă denumirea mișcării în anul 1931 în „Martorii lui Iehova” pentru a se distinge de alte grupuri de Studenți în Biblie, apărute după moartea lui Russell.

## Întruniri religioase

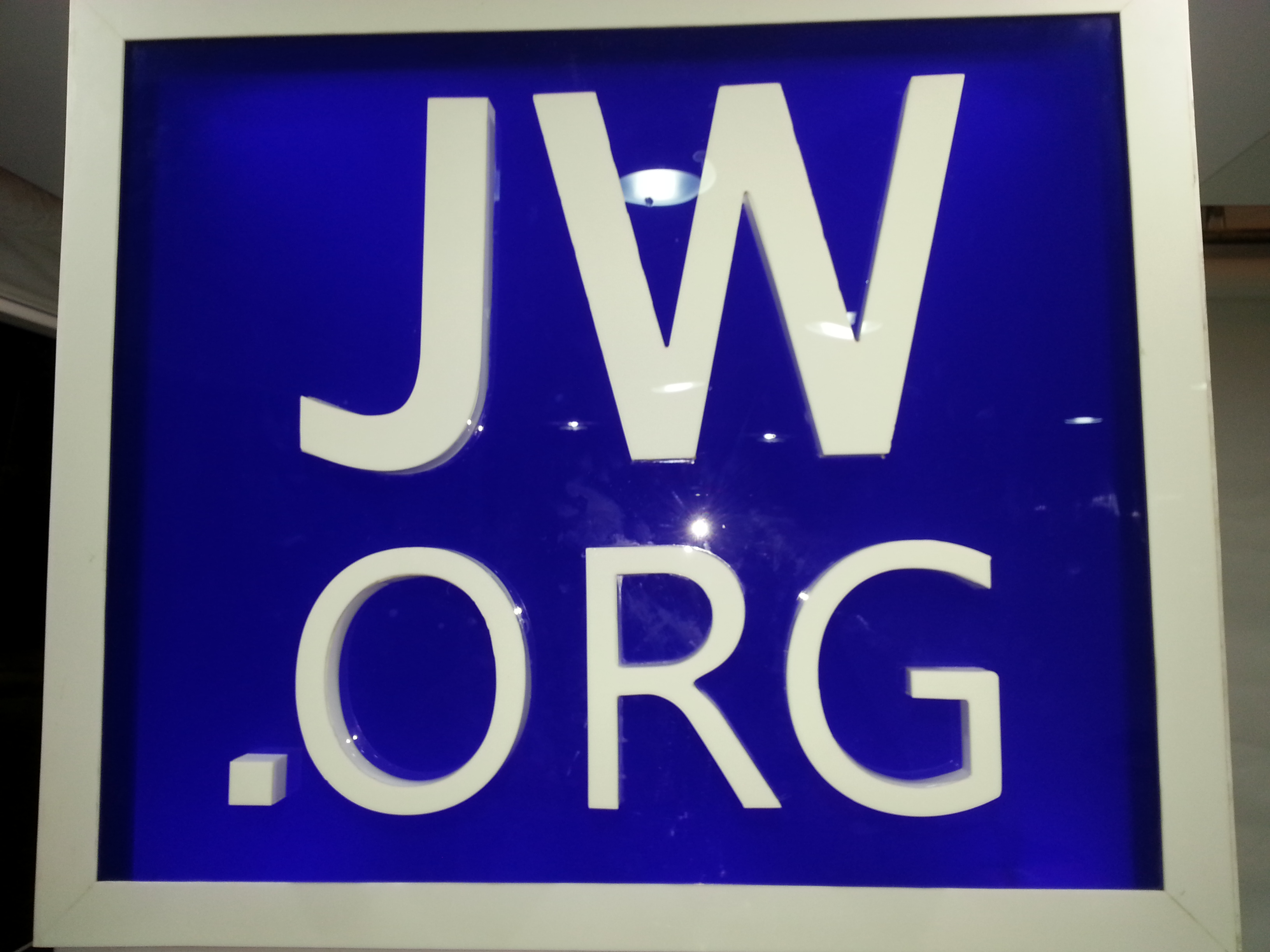

Martorii lui Iehova au cinci întruniri integrate în două zile pe săptămână care nu depășesc 1:45 ore/zi. Întrunirea din cursul săptămânii cuprinde: "Comori din cuvântul lui Dumnezeu", "Să fim mai eficienți în predicare" și "Viața de creștin", iar întrunirea din week-end cuprinde: "Cuvântarea publică" și "Studiul Turnului de Veghe". Au loc de asemenea trei congrese pe an: de district (3 zile), două de circumscripție (o zi de instruire biblică). Intrarea este liberă la oricare dintre acestea; Toate acestea sunt susținute prin donații, banii fiind introduși în cutiile de donații ce sunt amplasate la intrare sau în orice alt loc vizibil.
Învățăturile religioase discutate la aceste întruniri se bazează pe Biblie. Botezul noilor discipoli face parte integrantă din programul fiecărui congres. Întrunirile se deschid și se încheie cu o cântare religioasă și rugăciune.
Majoritatea congregațiilor țin întruniri în lăcașuri de închinare numite „Săli ale Regatului”. De obicei, acestea sunt clădiri simple, construite de voluntari Martori. În „Sălile Regatului” nu există nici un fel de icoane, crucifixe sau alte obiecte de cult care să intermedieze închinarea la Dumnezeu.
Când întrunirile nu se pot ține în Sălile Regatului se pot alege alte locații potrivite sau se pot ține prin videoconferință (ca în perioada de pandemie de Covid).
Cheltuielile de întreținere se susțin prin donații, nu se face niciodată colectă

## Organizare socială
În fiecare congregație există bărbați Martori care au responsabilități mai mari ca și alții. Martorii nu-i numesc pe aceștia "preoți", "pastori" sau "prezbiteri", ci "bătrâni (de congregație)" sau "supraveghetori", aducând ca argument faptul că apostolul Petru îi numește în greacă: "episkopos", cuvânt care înseamnă "supraveghetori".
Când li se adresează, Martorii îi numesc simplu "frate" pe acești "bătrâni". De altfel, între ei se numesc „frate” și „soră”, indiferent ce responsabilități au. 
Acești "bătrâni" "supraveghetori" au, printre altele, responsabilități de instruire în cadrul congregației. Ei sunt ajutați de "slujitorii auxiliari", ce pot ține unele discursuri mai scurte ("diakonos" în greacă), sau „cursanți”, care se ocupă de citirea publică a Bibliei. Cursanții pot fi și copii, dar este nevoie de acordul părinților.
Acești bărbați nu sunt considerați superiori celorlalți membri ai congregației. Ei nu se îmbracă într-un mod care să-i deosebească de ceilalți; spre deosebire de alte religii.
Martorii lui Iehova spun că "bătrânii" se îngrijesc de bunăvoie de necesitățile spirituale ale congregației și că ei pot oferi mângâiere și îndrumare cui are nevoie de acestea, cu ajutorul Bibliei. In Organizație, noțiunea de "bătrân de congregație" a devenit un aspect legat de funcția pe care o au acești bărbați, numiți de către alți bărbați și mai puțin o chestiune legată de experiența și înțelepciunea care vin odată cu vârsta.

## Structură operațională
Sediul mondial al Martorilor lui Iehova este la Warwick, New York. Acolo se află "Corpul de Guvernare", un grup de "bătrâni" care supraveghează congregația mondială. De asemenea, în toată lumea există 91 de birouri de filială. În aceste locuri, Martori voluntari ajută la tipărirea și expedierea literaturii biblice.

## Convingeri religioase
Martorii lui Iehova sunt o credință neoprotestantă (grup sectar protestant desprins din adventism, pentru care Charles Taze Russell a reinterpretat în mod radical dogmele protestante). Conform altor grupuri neoprotestante, unele din aceste grupuri religioase ar avea o dogmă proprie bazată doar parțial pe textul biblic. Conform lui Bart Ehrman, o multitudine de grupuri de creștini contemporane își refuză unul altuia epitetul de „creștini”. Campania de negare a caracterului creștin al unor culte care se consideră creștine afirmă ideea conform căreia ar fi vorba de niște religii distincte (deci nu confesiuni creștine, cum sunt bisericile protestante) care ar fi preluat doar în parte elemente creștine, ca și în cazul cultului Bahá'í. Dar conform definiției „protestantismul reprezintă toate confesiunile creștine care nu sunt nici catolice, nici creștin-ortodoxe”, ele sunt protestante. În plus, în creștinism nu există o autoritate supremă care să decidă dacă un cult este creștin sau nu, așa că fiecare se poate numi creștin dacă așa îi place. Conform lui Elaine Pagels, gnosticii creștini se numeau pe ei înșiși creștini, fiind denumiți „gnostici” de către dușmanii lor.
Martorii lui Iehova cred că întreaga Biblie (doar canonul protestant) constituie cuvântul inspirat al lui Dumnezeu; ei spun că în loc să adere la vreun crez sau principiu bazat pe tradiții omenești, caută principii în Biblie pentru absolut toate convingerile lor. 
Ei spun că susțin Regatul lui Dumnezeu, nu vreun sistem politic, economic sau social al unei națiuni din cadrul acestei lumi. De aceea nu votează în cadrul alegerilor parlamentare sau prezidențiale, se mențin neutri din punct de vedere politic și militar, nu salută drapelul național. Totodată ei refuză să îndeplinească serviciul militar, spunând că Isus a poruncit să ne iubim semenii, iar crima de orice natură este o încălcare a legilor Bibliei, inclusiv una din cele 10 porunci: "să nu ucizi".
Martorii lui Iehova cred că Dumnezeu atotputernic are un nume personal, identificat în limba originală prin 4 consoane redate prin YHWH sau JHWH, numite Tetragramă în manuscrisele antice în ebraică și arameică. Pronunțarea acestui nume in limbă română este cunoscută de secole ca Iehova sau Iahve așa cum se poate citi in diferite traduceri biblice in limbă română ca Biblia de la Blaj din anul 1795, dar și din alte trăduceri și mai vechi în alte limbi.
Martorii lui Iehova nu sărbătoresc zile de naștere, Crăciunul, Paștele, 8 Martie sau alte zile, refuză transfuziile de sânge; toate acestea folosind argumente biblice.
Ei promovează o atitudine plină de respect față de toți semenii, susțin că își iubesc semenii și că doresc să aibă împreună cu aceștia parte de fericire în "Lumea Nouă" promisă de Dumnezeu, adică regatul sau împărăția menționată în rugăciunea Tatăl nostru. Ei consideră că Lumea Nouă nu va fi în cer sau în alt fel de loc asemănător, ci pe Pământ, fiind caracterizat de existența unui singur guvern mondial, unitate între toți oamenii, un mediu natural și condiții climatice perfecte, sănătate perfectă și hrană din abundență, pace și siguranță autentice, case și muncă plină de satisfacții pentru toți, prezența celei mai bune instruiri și calitatea vieții de a fi veșnică.
Martorii lui Iehova mai afirmă că Biblia contrazice ideea conform căreia există mai multe modalități acceptate de a-i aduce închinare lui Dumnezeu.
Martorii lui Iehova afirmă că nu recurg la argumentări filozofice pentru a ocoli declarațiile explicite ale Bibliei sau pentru a justifica modul de viață al oamenilor care au abandonat normele morale ale Bibliei. Ei spun că în ceea ce privește semnificația simbolurilor biblice, ei lasă ca Biblia să le dea explicația în loc să-și propună propriile teorii asupra sensului acestora.
Martorii lui Iehova nu cred în sfânta treime. Ei cred că Iehova este Dumnezeul Atotputernic, Creatorul, cel fără început și sfârșit, că Isus este fiul său unic născut, prima creație a lui Dumnezeu alături de care a creat celelate lucruri și că Duhul Sfânt este forța activă a lui Dumnezeu, credința lor fiind bazată pe ceea ce spune Biblia.
Martorii lui Iehova nu cred în nemurirea sufletului întrucât Biblia afirmă că "sufletul care păcătuiește, acela va muri" (Ezechiel 18:20). Biblia mai spune următoarele: „Cei morți nu sunt conștienți de nimic” (Eclesiastul 9:5), de unde reiese că cei morți nu se duc nicăieri, nici în Iad, deci nu au cum să sufere, sau Rai ori în alt loc, nu se reîncarnează ca om, animal, sau ca altceva. Acest fapt e susținut de versetul din Eclesiastul 3:20, „Toți se duc în același loc. Toți sunt din țărână și toți se întorc în țărână”. De asemenea, ei cred că morții nu au cum să ne facă nimic, să gândească sau să întreprindă vreo activitate, deoarece în partea de final a versetului din Eclesiast 9:10 se spune „căci în Mormânt, locul unde te duci, nu este nici lucrare, nici plan, nici cunoștință, nici înțelepciune”. Martorii lui Iehova cred că morții „dorm” până la reînvierea morților, fără a face parte din iad sau din rai în acest interval de timp.
Martorii lui Iehova nu cred că Pământul va fi distrus la Armaghedon, "războiul zilei cele mari" a lui Iehova Dumnezeu, ci oamenii răi, care distrug pământul (Apocalipsa / Revelația 16:14, 16)
Martorii lui Iehova cred că doar 144.000 de bărbați și femei vor merge la cer pentru a guverna ca regi și preoți alături de Isus peste pământ pentru 1.000 de ani prin intermediul Regatului mesianic. După acest mileniu Isus îi va preda Regatul Tatălui său. Restul oamenilor au speranța că vor trăi veșnic pe pământ, fiind aduși la starea de perfecțiune, pe care primii oameni Adam și Eva au pierdut-o în urma neascultării lor.
Martorii lui Iehova cred că va exista o înviere, asa cum spune Ioan 5:28,29 (NW) : "toți cei din mormintele de amintire vor auzi glasul și vor ieși afară: cei care au făcut lucruri bune, pentru o înviere a vieții, iar cei care au practicat lucruri rele pentru o înviere a judecății.."
Martorii lui Iehova nu cred în existența iadului (sau a focului veșnic).

## Lucrare de predicare a veștii bune (evangheliei)
La baza lucrării lor de predicare a evangheliei se află versetele din Matei 24:14 și 28:18,19 și de asemenea lucrarea pe care Iisus însuși a efectuat-o atunci când a fost pe Pământ ; ei argumentează că Iisus intra în orașe și case, vorbindu-le oamenilor despre adevărurile biblice, indiferent de atitudinea fariseilor sau a altor semeni. Site-ul oficial al Martorilor lui Iehova este jw.org.

## Martorii lui Iehova în România

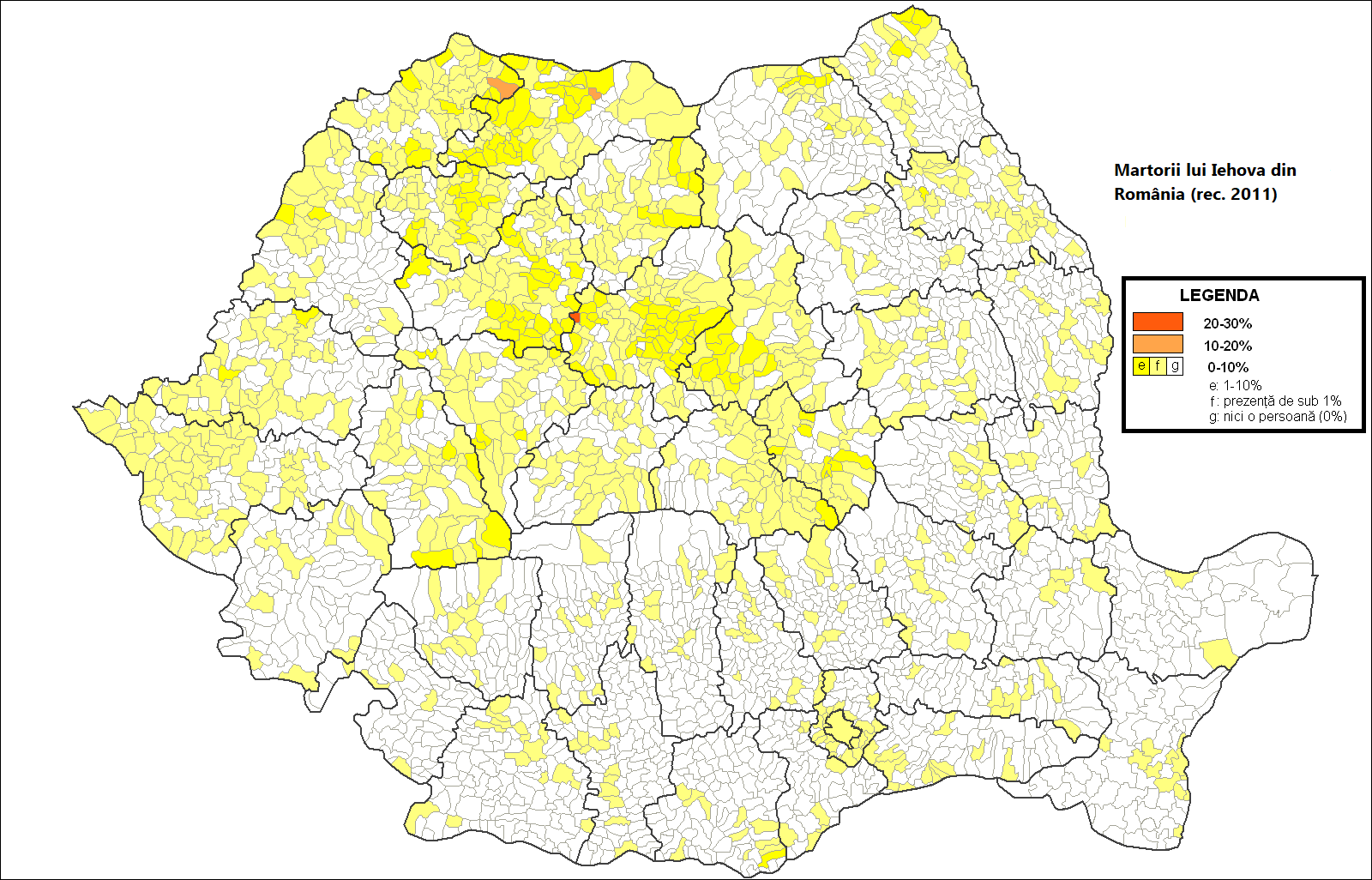
Martorii lui Iehova din România (2011)

Martorii lui Iehova au început să activeze în România în anul 1911, dar primul birou de coordonare a fost deschis, la Cluj, abia în 1920, atunci când un membru și-a oferit casa drept centru.
Activitatea la Cluj s-a dezvoltat rapid, iar, peste câțiva ani, biroul de aici coordona activitatea din România, dar și din Ungaria, Bulgaria, Iugoslavia și Albania.
S-a deschis o tipografie, necesară pentru a tipări cărțile, broșurile și revistele Martorilor lui Iehova.
Filiala a fost mutată la București în 1930, dar a fost închisă de guvern opt ani mai târziu.
Filiala își relua activitatea în 1945, dar avea să dispară, din nou, în august 1949.
Regimul comunist a interzis activitatea Martorilor lui Iehova. La 2 mai 1998 s-a înființat în România actuala filială a Martorilor lui Iehova, numită și Betel, care înseamnă "Casa lui Dumnezeu". In prezent, aici se desfașoară activități de traducere, se pregătesc materialele audio și se ține evidența lucrării de predicare la nivel de țară.
În perioada comunistă, deși activitatea organizației era declarată ilegală de autorități, numărul membrilor a crescut.
În anul 1989 erau 17.000 de martori ai lui Iehova în România, numărul acestora ajungând la 40.398 în anul 2017.

## Critici
Credințele și practicile martorilor lui Iehova au fost criticate de către principalele religii creștine, de către comunitatea medicală, de anumiți foști practicanți sau de anumite organizații. Au fost acuzați că ar fi tradus în mod eronat Biblia, că neagă dreptul la viață prin interzicerea transfuziilor de sânge sau că au tăinut și mușamalizat peste 1000 de cazuri de abuz sexual împotriva copiilor. De asemenea, sunt considerați o sectă de către denominațiile creștine principale, catolicii și ortodocșii.

### Persecuție
Martorii Lui Iehova au fost prigoniți în timpul regimului nazist în Germania si regiunile ocupate de acesta în Europa.
Pe 20 aprilie 2017, Curtea Supremă a Rusiei a emis un verdict prin care a confirmat afirmația Ministerului Justiției din țară conform căreia activitatea Martorilor lui Iehova a încălcat legile privind „extremismul”. Hotărârea lichidează sediul rus al grupului din Sankt Petersburg și toate cele 395 de organizații religioase locale, dispunând ca proprietatea să fie confiscată de stat. Potrivit Forum 18, aceasta este prima dată când o instanță hotărăște că o organizație religioasă națională centralizată înregistrată este „extremistă” și interzisă. Diverse țări și organizații internaționale s-au pronunțat împotriva abuzurilor religioase ale Rusiei împotriva Martorilor lui Iehova. Un articol din Newsweek preciza că „decizia Rusiei de a interzice martorii lui Iehova în țară arată « paranoia » guvernului lui Vladimir Putin, potrivit președintelui Comisiei Statelor Unite asupra Libertății Religioase Internaționale (USCIRF).” Muzeul Memorial al Holocaustului din Statele Unite și-a exprimat, de asemenea, profunda îngrijorare cu privire la tratamentul acordat de Rusia Martorilor lui Iehova.